# Hohwiller
Hohwiller (Hohweiler en allemand) est une ancienne commune du Bas-Rhin, devenue commune associée à Soultz-sous-Forêts en 1982.

## Histoire
Le 1er juillet 1982, la commune d'Hohwiller est rattachée à celle de Soultz-sous-Forêts sous le régime de la fusion-association.

## Politique et administration
| Période                                  | Période  | Identité          | Étiquette | Qualité |
| ---------------------------------------- | -------- | ----------------- | --------- | ------- |
| avant 1981                               | ?        | René Cullmann     |           |         |
|                                          | En cours | Béatrice Hoeltzel |           |         |
| Les données manquantes sont à compléter. |          |                   |           |         |

## Démographie
| 1931 | 1936 | 1946 | 1954 | 1962 | 1968 | 1975 |
| ---- | ---- | ---- | ---- | ---- | ---- | ---- |
| 311  | 329  | 377  | 320  | 266  | 282  | 284  |

## Héraldique
| Blason de Hohwiller | Blason  | Parti au premier d'azur, à l'étoile d'or soutenue d'un croissant contourné du même, au deuxième d'or plain. |
| Blason de Hohwiller | Détails | |

## Lieux et monuments
- Église simultanée Saint-Jean-Baptiste.